# Iréne Ekelund
Iréne Ekelund (Pakistán, 8 de marzo de 1997) es una atleta sueca de origen pakistaní especializada en la prueba de 200 m, en la que consiguió ser campeona mundial juvenil en 2013.

## Carrera deportiva
En el Campeonato Mundial Juvenil de Atletismo de 2013 ganó la medalla de oro en los 200 metros, llegando a meta en un tiempo de 22.92 segundos, por delante de la ecuatoriana Ángela Tenorio y la estadounidense Ariana Washington.